# Duck Creek (Dakota del Sur)
Duck Creek es un territorio no organizado ubicado en el condado de Perkins en el estado estadounidense de Dakota del Sur. En el Censo de 2010 tenía una población de 14 habitantes y una densidad poblacional de 0,15 personas por km².

## Geografía
Duck Creek se encuentra ubicado en las coordenadas 45°45′3″N 102°44′38″O / 45.75083, -102.74389. Según la Oficina del Censo de los Estados Unidos, Duck Creek tiene una superficie total de 93.31 km², de la cual 93.1 km² corresponden a tierra firme y (0.23%) 0.21 km² es agua.

## Demografía
Según el censo de 2010, había 14 personas residiendo en Duck Creek. La densidad de población era de 0,15 hab./km². De los 14 habitantes, Duck Creek estaba compuesto por el 100% blancos, el 0% eran afroamericanos, el 0% eran amerindios, el 0% eran asiáticos, el 0% eran isleños del Pacífico, el 0% eran de otras razas y el 0% pertenecían a dos o más razas. Del total de la población el 0% eran hispanos o latinos de cualquier raza.